# Nijthuysen
Nijthuysen (ook gespeld als Niethuizen of Nijthuizen) is een landgoed en voormalig kasteel in het Nederlandse dorp Wijnandsrade, provincie Limburg. Het landgoed bestaat uit een kasteelhoeve en een 19e-eeuws landhuis.

## Geschiedenis
In de 13e en 14e eeuw was er in deze omgeving sprake van de familie Nijthuysen, zoals Garselius van Nijthuysen, die in 1226 werd genoemd. Vermoedelijk stichtte deze familie het kasteel, dat dan ook hun stamslot moet zijn geweest. Nijthuysen was voor een klein deel een leen van Wijnandsrade; het deel met het huis was leenroerig aan het aartsbisdom Keulen.
In 1397 werd Nicolaas Hoen van Hoensbroek met Nijthuysen beleend, als opvolger van Dirk van Oys. Het kasteel bleef in de familie Hoen van Hoensbroek totdat zij het in 1492 verkochten aan Servaas van Eynatten.
In de 16e eeuw kwam Nijthuysen in eigendom van de familie Hoen van Cartils. De laatste eigenaar uit deze familie was Maximiliaan Hendrik Laurens graaf Hoen van Neufchateau, die in 1782 met Nijthuysen werd beleend. Hij overleed in 1823, waarna Nijthuysen werd verkocht aan het echtpaar Xavier Maurissen en Marie Francoise Adelaide Kerns de Wylre.

## Beschrijving
Het oorspronkelijke kasteel Nijthuysen heeft waarschijnlijk ten noordoosten van de huidige boerderij gestaan. Daar zijn begin 20e eeuw funderingen aangetroffen die wijzen op een omgracht gebouw met een diameter van 12 meter. De muren zelf waren 1,7 meter dik. Het is niet bekend wanneer het kasteel is verdwenen.

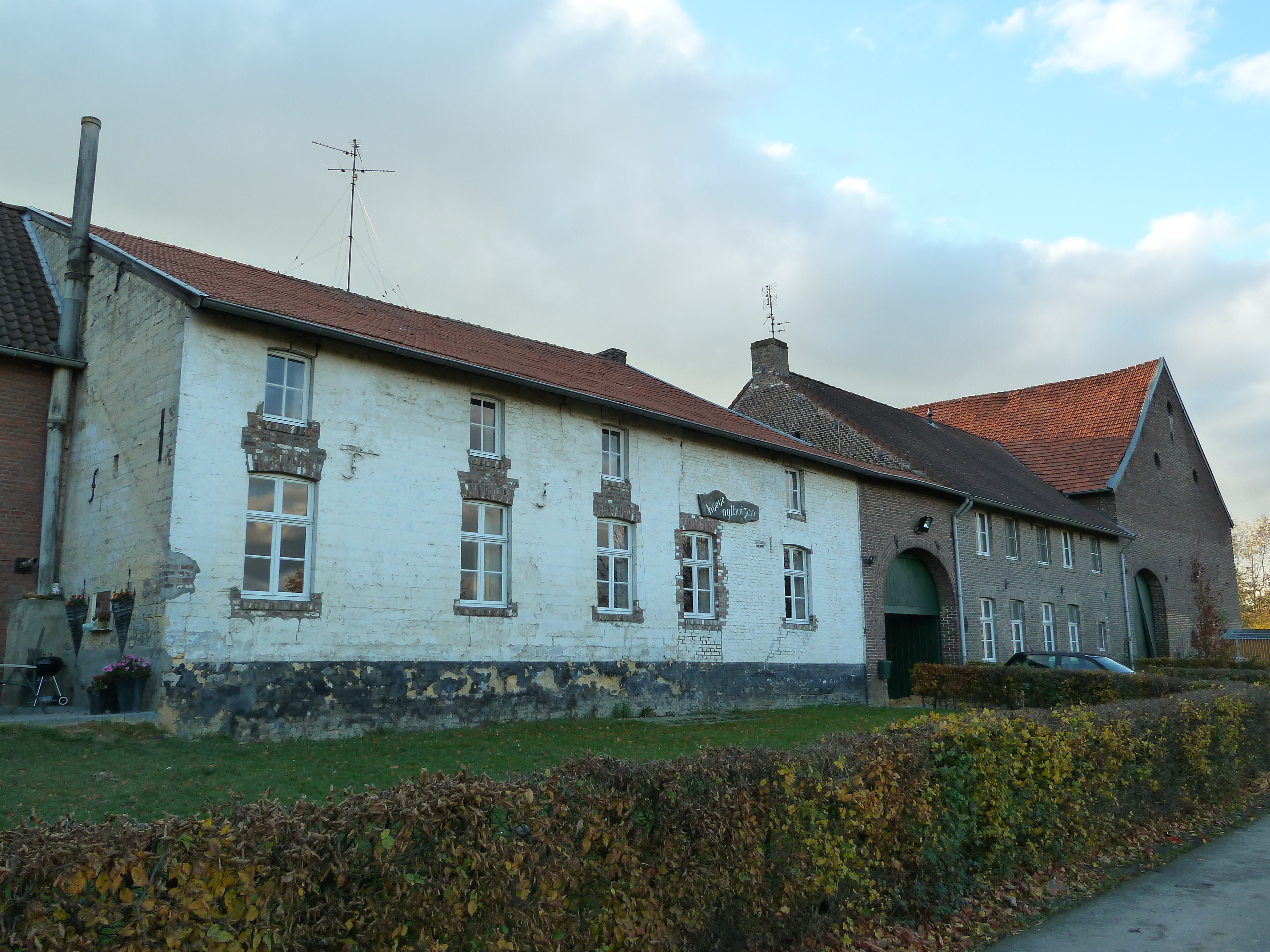
Hoeve Nijthuizen

De huidige boerderij is een gesloten hoeve rondom een binnenplaats. Het oudste gedeelte stamt uit de 17e eeuw.
Het landhuis dat aan de westzijde van de boerderij staat, is in 1870 gebouwd door Xavier Maurissen en zijn echtgenote. Het vierkante gebouw bestaat uit drie bouwlagen en een souterrain. Het tentdak is voorzien van dakpannen. Tegen de oostzijde van het hoofdgebouw is een koetshuis aangebouwd, terwijl de aanbouw aan de westzijde een trappenhuis bevat.
Het landhuis is een rijksmonument.
Aerwinkel · Kasteel Afferden · Aldt Huys · Aldenborgh · Kasteel Aldenghoor · Aldenhoven · Alte Burg · Kasteel Amstenrade · Slot Annendael · Kasteel Arcen · Baersdonck · Bakvliet · Baronsberg · Baxhof · Beegden ·  Benzenrade · Kasteel De Berckt · Kasteel Bethlehem · Beusdaelshof · Binsfeld · Huis Blankenberg · Kasteel Bleijenbeek · Blitterswijck · Boerlo · Bolberg · Bollenberg · Kasteel De Bongard · Borggraaf · Kasteel d'Erp · Kasteel Borggraaf · Kasteel Borgharen · Kasteel Born · Huis Bree · Breust · Kasteel Broekhuizen · Broekhuizen · Gracht Burggraaf · Kasteel De Burght · Kasteel Cartils · Cloppenburg (Oost-Maarland) · Kasteel Cortenbach · Huis De Dael · Dammerscheid · Kasteel De Bockenhof · De Donck (Sevenum) · De Donck (Swolgen) · De Dorth ·  Huis ten Dijcken · Kasteel Doenrade · De Doom · Douve · Douvenrade · De Dries · Kasteel Erenstein · Kasteel Eijsden · Eijsden · Einrade · Kasteel Elsloo · Ensenbroek · Eperhuis · Etzenraderhuuske · Exaten · Kasteel Eijckholt · Kasteel Eyckholt · Eys · Gastendonck · Kasteel Genbroek · Gebroken Slot · Kasteel Geijsteren · Kasteel Op Genhoes · Kasteel Genhoes · Genneperhuis · Kasteel Het Geudje · Kasteel Geulle · Kasteel Geusselt · Geijsteren · Gen Heck · Ghoor · Kasteel Goedenraad · Kasteel Grasbroek · Kasteel Groenendaal · Groethof · Groot Paarlo · Kasteel van Gronsveld · De Gun ·Kasteel Haeren · Kasteel Den Halder · Heerlaer · Heeze · Heijen · 's-Herenanstel · Kasteel Hillenraad · Kasteel Hoensbroek · Hoenshuis · Holstrate · Holtmühle · Huize Holtum · Kasteel Horn · De Horst · Huys ter Horst · Ten Hove (Grathem) · Ten Hove (Panningen) · Huis Brias · Huis Darth ·  Kasteel Hurpesch · Kasteel Sint-Jansgeleen · Kasteel Jerusalem · Kasteel Kaldenbroek · Den Kamp · Kasteel Karsveld · Kasteel Keverberg · Klein Paarlo · Klimmender Huuske · De Kolck · Koppelberg · Laar · Landsfort · Kasteel Lemiers · Kasteelruïne Lichtenberg · Kasteel Limbricht · Lonesteyn · Huize Lovendael · Mazenburg · Kasteel van Meerlo · Kasteel Meerssenhoven · Meezenbroek · Kasteel van Mheer · Middelaar · Kasteel Millen · Kasteel Montfort · Movert · Mulrode · De Munt · Château Neercanne · Kasteel Neubourg · Nienghoor · Huis Nierhoven · Kasteel Nieuwenbroeck · Nije Huys · Kasteel Nijenborgh · Kasteel Nijswiller · Nijthuysen · Kasteel Obbicht · Oedenrade · Kasteel Ooijen · Kasteel Oost (Valkenburg) · Kasteel Oost (Oost-Maarland) · Kasteel Ouborg · Overen · Kasteel Passarts-Nieuwenhagen · Prickenis · Prinsenhof · Puth · De Putting · Raath · De Raay · Ravenhof · Kasteel Reijmersbeek · Kasteel van Rijckholt · Kasteel Rivieren · Rodenbroek · Rosendaal · Kasteel Schaesberg · Kasteel Schaloen · Te Scharen · Schenkenburg · Kasteel Scheres · De Spijker (Geijsteren) · De Spijker (Leeuwen) · Huis Severen · Sibberhuuske · Château St. Gerlach · Spraland · Huis De Spyker · Huize Stalberg · Stalberg (Wellerlooi) · De Steeg · Kasteel Stein · Steinhagen · Steenen Huis · Stoel van Swentibold · Strijthagen (Landgraaf) · Strijthagen (Welten) · Struyver · Kasteel Terborgh · Terlinden (Wijnandsrade) · Terveurdt · Ter Weyer · Kasteel Ter Worm · De Tombe · Huis De Torentjes · Triest · Trippaert · Kasteel Vaalsbroek · Kasteel Vaeshartelt · Valkenburg · Vliek · De Vroenhof · Vrijburg · Kasteel Wambach · Warenberg · Well · Weyershof ·  Wijlre · Kasteel Wijnandsrade · Wijnandsrade · Wijnantshof · Wissegracht · Huize Witham · Kasteel Wittem · Wolfrath · Wylre